# Hương xuân
Hương xuân  (danh pháp hai phần: Toona sinensis; tiếng Hindi: डारलू; tiếng Mã Lai: suren; tiếng Anh: Chinese toon, Chinese cedar, red toon) hay còn gọi tên khác là mạy sao, xoan hôi, cây thịt bò hành tây, hay tông dù là một loài cây thuộc  Chi Hương xuân  có nguồn gốc ở phía đông và đông nam Châu Á, từ Bắc Triều Tiên ở phía nam qua hầu hết các miền đông, trung và tây nam Trung Quốc đến Nepal, đông bắc Ấn Độ, Myanmar, Thái Lan, Malaysia và phía tây Indonesia.

## Sinh thái học
Đây là loài cây rụng lá cao tới 25 mét (82 ft) với thân cây có đường kính lên tới 70 cm. Vỏ cây có màu nâu, nhẵn trên cây non, trở nên bong vảy thành xù xì trên cây già.
Các lá xếp hình lông chim, dài 50–70 cm và rộng 30–40 cm, với 10–40 lá chét, lá ở cuối thường không xuất hiện (lá chét lông chim chẵn) nhưng thỉnh thoảng có (lá chét lông chim lẻ); các lá nhỏ riêng rẽ dài 9–15 cm và rộng 2.5–4 cm, với toàn bộ viền lá hoặc viền răng cưa nông.
Các bông hoa nở vào mùa hè có những khóm hoa dài từ 30–50 cm ở cuối mỗi nhánh; mỗi bông hoa nhỏ có đường kính 4–5 mm với 5 cánh hoa màu trắng hoặc hồng nhạt. Quả có dạng quả nang dài từ 2–3.5 cm chứa nhiều hạt có cánh.
Các nụ hoa có màu đỏ tía hoặc nâu đỏ và có mùi thơm đặc biệt. Thời kỳ ra hoa là tháng 7 hàng năm, với những bông hoa nhỏ màu trắng, những chùm hoa dài, 5 hoa lưỡng tính trên mỗi hoa, và những cành hoa thưa thớt. Sau khi ra hoa, quả hình bầu dục màu vàng  được hình thành. Quả hương xuân tách ra sau khi chín, và hạt hình bầu dục của nó rơi xuống đất.
Về ngoại hình, cây hương xuân và ailanthus rất giống nhau, nhưng lá có mùi khác nhau, ngoài ra, toon có vỏ sần sùi và ailanthus tương đối mịn.

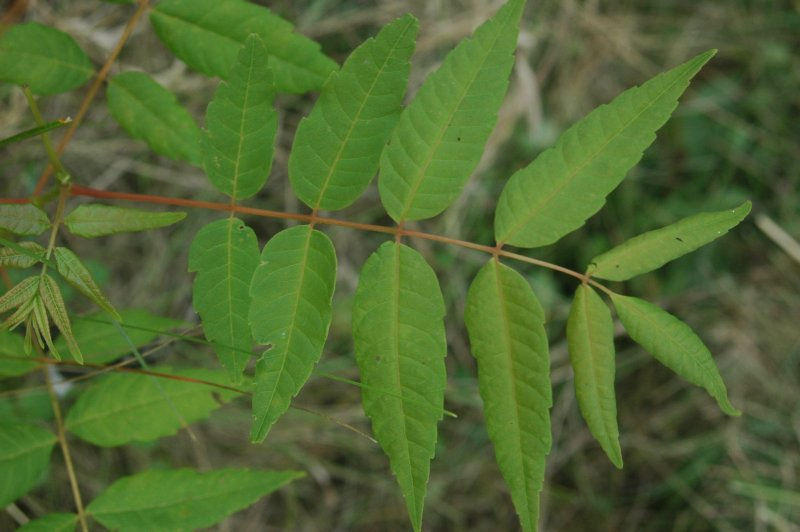
Lá (mẫu vật với lá nhỏ về cuối)

## Trồng trọt
Cây hương xuân có thể được nhân giống bằng cả phương pháp hữu tính và vô tính, bao gồm nhân giống bằng hạt, nhân giống cây vô tính (ramet), nhân giống cắt và nhân giống mô nhanh.

### Nhân giống
Trước đây, cây vô tính dùng để nhân giống và năng suất cây thấp, chỉ phù hợp cho canh tác phân tán, trong khi việc nhân giống có thể cung cấp một số lượng lớn cây giống, có thể thích ứng với nhu cầu thâm canh và phát triển cây hương xuân.
Khả năng nảy mầm của hạt hương xuân là khoảng 0,5a, và hạt trên 0,5a hầu như không nảy mầm. Do đó, cần phải chọn các quả nang tươi được thu thập trong năm qua, làm khô chúng và nghiền nát chúng, và phát tán chúng bằng gió.
Những điểm chính của việc nhân giống là: chọn một vườn ươm, ngâm hạt tỉ mỉ để thúc đẩy sự nảy mầm, gieo hạt kịp thời, chống rét và hạn hán, gieo hạt thấp, làm ẩm đáy mương, bón phân kịp thời theo từng giai đoạn;

### Ngâm hạt và nảy mầm
Gieo hạt hương xuân cần 371 kg mỗi ha, ngâm trong nước ấm ở 20-30 °C trong 1 đến 3 theo tỷ lệ của hạt và nước trước khi gieo trong 1 ngày đêm, loại bỏ và rửa sạch bằng nước sạch, và đặt nó xuống đáy mương không đọng nước. Trong chậu bùn, phủ 2 lớp gạc, đặt ở nơi ấm và tối để nảy mầm, nhiệt độ nên được kiểm soát ở mức 20 ~ 25oC, độ dày của hạt không được vượt quá 3 cm, hoặc bọc trong bao tải cũ ngâm trong nước để nảy mầm. Khi 30% hạt vỡ ra thành chồi trắng, trộn với cát mịn hoặc đất mịn và trải đều xuống mương.

### Thời gian gieo
Thời gian nảy mầm thường là từ cuối tháng ba đến đầu tháng tư. Gieo sớm vào đúng thời điểm, kết hợp với quản lý cẩn thận, cây giống có thể được cấy ghép với lá vào mùa xuân và mùa thu. Khoảng cách hàng để trồng là 40 cm, với 180.000 đến 300.000 cây trên một ha, độ sâu của mương trồng là 4 cm, và đất là 2 đến 3 cm sau khi gieo.

### Nhân giống vô tính
Còn được gọi là sinh sản phụ hoặc sinh sản gốc. Đây là một trong những phương pháp nhân giống hương xuân phổ biến nhất phù hợp cho canh tác lẻ tẻ sử dụng chồi gốc. Cây có sự nảy mầm mạnh mẽ, rễ bên được phân bố trong lớp đất mặt 10 cm, và hầu hết chúng phát triển theo chiều ngang, và dễ mọc lên, tạo thành các cụm. Sau khi lá rụng vào mùa thu hoặc trước khi nảy mầm vào mùa xuân, đào rãnh hoặc đào lỗ xung quanh cây mẹ có thể thúc đẩy sự nảy mầm của rễ, có thể được trồng vào mùa thu hoặc mùa xuân năm sau.

### Giâm cành nhân giống (nhân giống gốc)
Ứng dụng các đặc tính của rễ cây hương xuân để hình thành rễ phiêu lưu dễ dàng để nhân giống.
Đây là một công nghệ vườn ươm dễ vận hành, đòi hỏi đầu tư ít, tỷ lệ sống cao, tăng trưởng cây giống nhanh và được sử dụng rộng rãi.
Những điểm chính là: Rải nhiều phân bón hữu cơ vào khu vực này để giữ cho đất trong vườn ươm luôn ẩm ướt, chọn những cây khôẻ và năng suất cao hoặc cây con khỏe trong đất ươm, và đào rễ với độ dày 0,5–1 cm.
Cắt thành các đoạn 15–20 cm để giâm, phủ lớp đất dày 2 ~ 3 cm, chọn một chồi mạnh để cố định cây con khi chiều cao của cây là 10 cm, phun urê 2 hoặc 3 lần trong giai đoạn cây con, sau đó phun phân lân và kali vào tháng 9 từ 2 đến 3 lần, thúc đẩy việc gieo hạt giống, thoát nước kịp thời và nới lỏng đất trong mùa mưa, không tưới nước cho rễ mới cắt để ngăn ngừa thối.

### Giâm cành nhân giống
Có hai phương thức là giâm cành mềm và cành cứng. Cành gỗ hoàn toàn khó ra rễ hoặc chậm ra rễ; Các cành quá mềm dễ hỏng sau khi cắm xuống. Cây nửa thân gỗ hoặc chủ yếu là thân gỗ có tỷ lệ sống cao đối với cành giâm. Dùng các mầm non mới nhú trên rễ thân cây sử dụng làm cành giâm, dễ dàng bén rễ và sống sót hơn so với các nhánh ở các tán.
Phương pháp cụ thể là: từ cuối tháng 6 đến đầu tháng 7, chọn các nhánh của thân cây cách mặt đất 20 cm và đã nhập vào lignation, và cắt chúng thành các đoạn 20 cm hoặc 10–15 cm. Đầu dưới được cắt thành một góc xiên, Phần trên của cành giâm giữ lại 1 đến 2 cặp lá chét ở gốc lá kép, 
Những chiếc lá còn lại bị cắt đi. Cắt các phần cắt bằng dung dịch NAA hoặc vitamin D12 500 mg / L, chèn chúng vào đất lỏng lẻo và màu mỡ với mật độ 40 cm × 40 cm và thiết lập một vòm che phủ (拱棚) nhỏ. Duy trì độ ẩm tương đối 85% ~ 90% và nhiệt độ 20 ~ 30oC, ra rễ khoảng 50d.
Giâm cành cứng sau khi lá hương xuân rụng vào đầu mùa đông,, Chọn các cành nhỏ từ 1～2 năm, cẳt thành các đoạn 15 ～ 20 cm, cắt phẳng phần trên

### Cấy mô nhân giống nhanh
Việc nuôi cấy mô và nhân giống nhanh chóng bắt đầu vào cuối những năm 1980. Nhà nghiên cứu sinh học Đàm Lan Anh người Trung Quốc và các công sự đã báo cáo rằng thân cây hương xuân non được trồng trên môi trường cơ bản MS được bổ sung IAA và BA, và được tiêm trong 2 đến 3 tuần để tạo chồi, có thể được sao chép với số lượng lớn sau 4-5 tuần, một lần trong 2-3 tuần.
Dương Kỳ Quang, giáo sư tại Đại học Nông nghiệp An Huy và những người khác đã lấy những cây hương xuân trưởng thành 1 năm tuổi không hoạt động, nảy mầm chúng bằng cách bảo quản lạnh và dung dịch nước BA0.1 mg / L, cấy chồi trên môi trường cây gỗ WPM với BA được thêm vào, và được trồng ở 25-27oC. Mầm, cắt cành vi mô và cắt vào WPM có chứa NAA hoặc IBA, tỷ lệ ra rễ có thể đạt 90%, cây giống ống nghiệm được cấy và cây tinh chế, phát triển tốt dưới ánh sáng tự nhiên trong nhà kính.
Từ năm 1989, Học viện Lâm nghiệp Hà Bắc, v.v đã thu thập các nhánh từ cây trưởng thành ở các khu vực khác nhau làm nguyên liệu thử nghiệm cho các chứng minh khác nhau, và thiết lập một bộ phương pháp hoàn chỉnh để sinh sôi chồi, cây con khỏe mạnh, ra rễ và cấy cây con, rất thích hợp cho nuôi cấy mô và nhân giống nhanh chóng các giống hương xuân lương phẩm với ít nguyên liệu.

## Văn hoá
Trong văn hoá Trung Quốc, hương xuân thường được sử dụng cho một phép ẩn dụ khá tuyệt đối, với một cây trưởng thành đại diện cho một người cha. Điều này thỉnh thoảng xuất hiện khi bày tỏ lời chúc đến cha mẹ của một người bạn trong lá thư, thường viết là "xuân huyên tịnh mậu" (ý nghĩa mong cha mẹ mạnh khoẻ an khang) (giản thể: 椿萱并茂; phồn thể: 椿萱並茂; bính âm: chūnxuānbìngmào), trong đó hương xuân ẩn dụ cho cha và hoa hiên (huyên thảo) tương trưng cho mẹ.

## Thu hoạch và công dụng
Lá non của T. sinensis (hương xuân) được sử dụng rộng rãi như một loại rau ở Trung Quốc; Chúng có hương vị hoa, do các hợp chất dễ bay hơi organosulfur.
Cây có lá non màu đỏ được coi là có hương vị tốt hơn so với những cây có lá non màu xanh lá.
Ở Trung Quốc và các nước Đông Nam Á như Malaysia, lá non hương xuân được sử dụng để làm sốt hương xuân, được dùng làm gia vị để ăn với cháo trắng như bữa sáng và bữa ăn đơn giản, hoặc để tăng cường hương vị của một món ăn hoặc súp. Các món ăn phổ biến được làm bằng sốt hương xuân là cơm chiên, tào phớ, canh nấm.
Gỗ cứng và ánh đỏ có giá trị, được sử dụng để làm đồ nội thất và chế tác thân của đàn ghita điện. Là một loại "gỗ gụ đích thực" (gỗ gụ khác với  Swietenia ), nó là một trong những thay thế phổ biến cho gỗ gụ  Swietenia  ("gỗ gụ chính hãng") hiện bị hạn chế về mặt thương mại.
Bên ngoài khu vực bản địa, thì cây hương xuân được đánh giá cao hơn như một cây cảnh lớn vì khía cạnh không thuần của nó. Cho đến nay, đây là loài chịu lạnh nhất thuộc họ Meliaceae và là thành viên duy nhất trong họ có thể được trồng thành công ở Bắc Âu.

## Tính chất nguy hiểm tiềm tàng
Vấn đề duy nhất là hàm lượng nitrit của lá hương xuân cao, đạt 157－160 mg/kg，Nhưng sau khi đun sôi với nước sôi, lượng nitrit chỉ còn khoảng 7 mg/kg，Vì vậy, nó là khá an toàn. Tuy nhiên, sau khi lưu trữ hương xuân lâu dài, hàm lượng nitrit cũng sẽ tăng lên, do đó không thích hợp để lưu trữ  quá lâu.

## Công dụng
Lá hương xuân
- Tính chất và hương vị：Vị đắng, tính hàn
- Công hiệu：Thanh nhiệt giải độc, kiện vị (kích thích tiêu hoá), lưu thông khí huyết, cố định cầm máu

Lá cây ăn được hoặc làm thuốc, dân gian lưu truyền từ xưa "thực dụng hương xuân, bất nhiễm tạp bệnh" để lý giải, căn (rễ), bì (vỏ), diệp (lá), cả hoa và quả đều có thể dùng làm thuốc.

### Trứng xào với lá hương xuân
Sau khi đánh tan trứng, cho thêm muối, trần qua lá hương xuân đã thái nhỏ và khuấy đều. Sau đó cho dầu đến 70%, đổ trứng vào chảo và xào.
Tài liệu làm món "Trứng rán với hương xuân": Trứng gà 200 gram，chồi lá hương xuân non 50 gram (Thái nhỏ chồi lá hương xuân và trộn vào trứng, có mùi như hẹ, tránh chần qua nước sôi), 10 gram tinh bột, 150 gram dầu và 2 gram muối.

## Hình ảnh

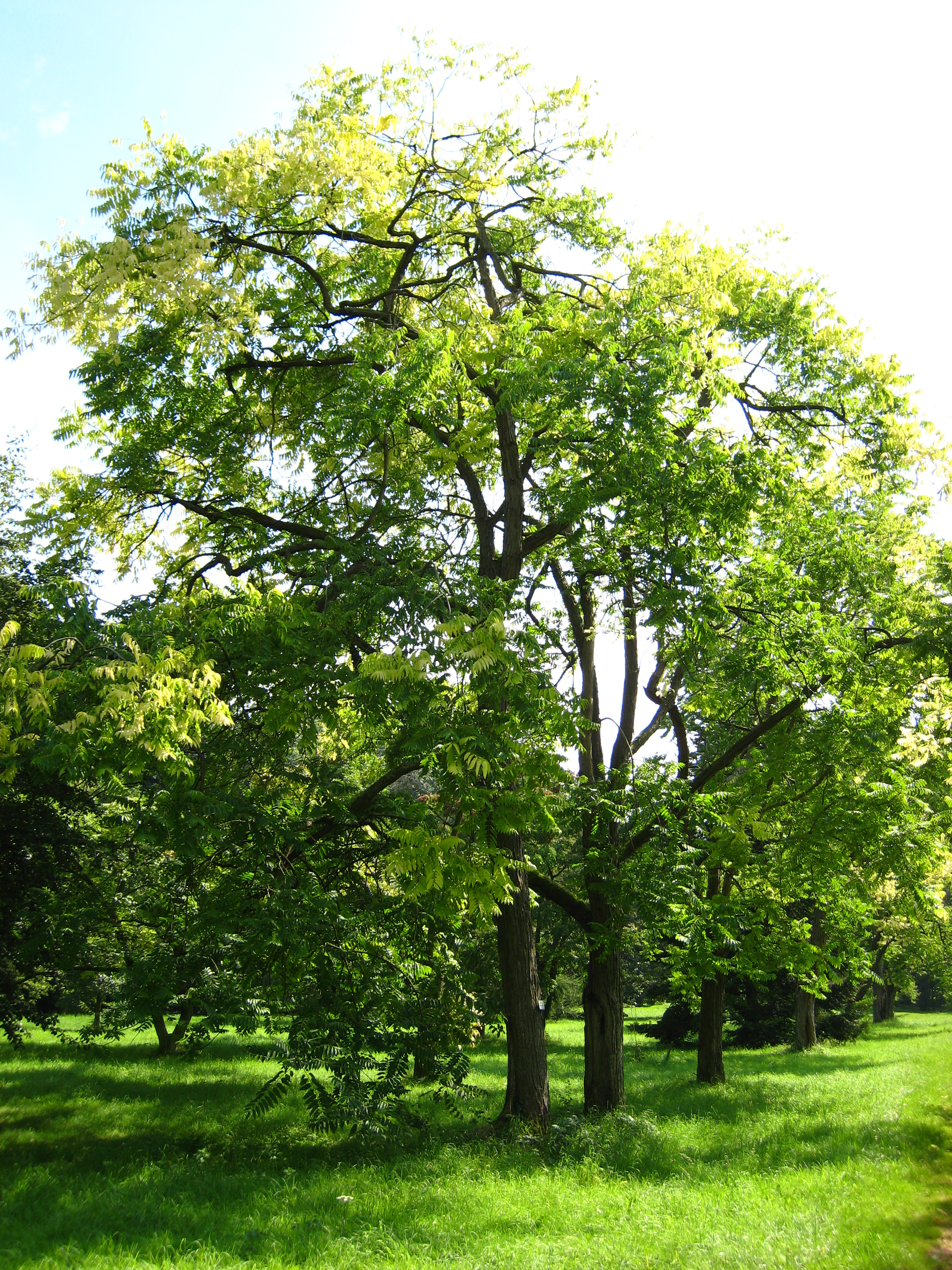
Toona sinensis (syn. Cedrela sinensis) trong Vườn ươm Chèvreloup,  Rocquencourt, Pháp
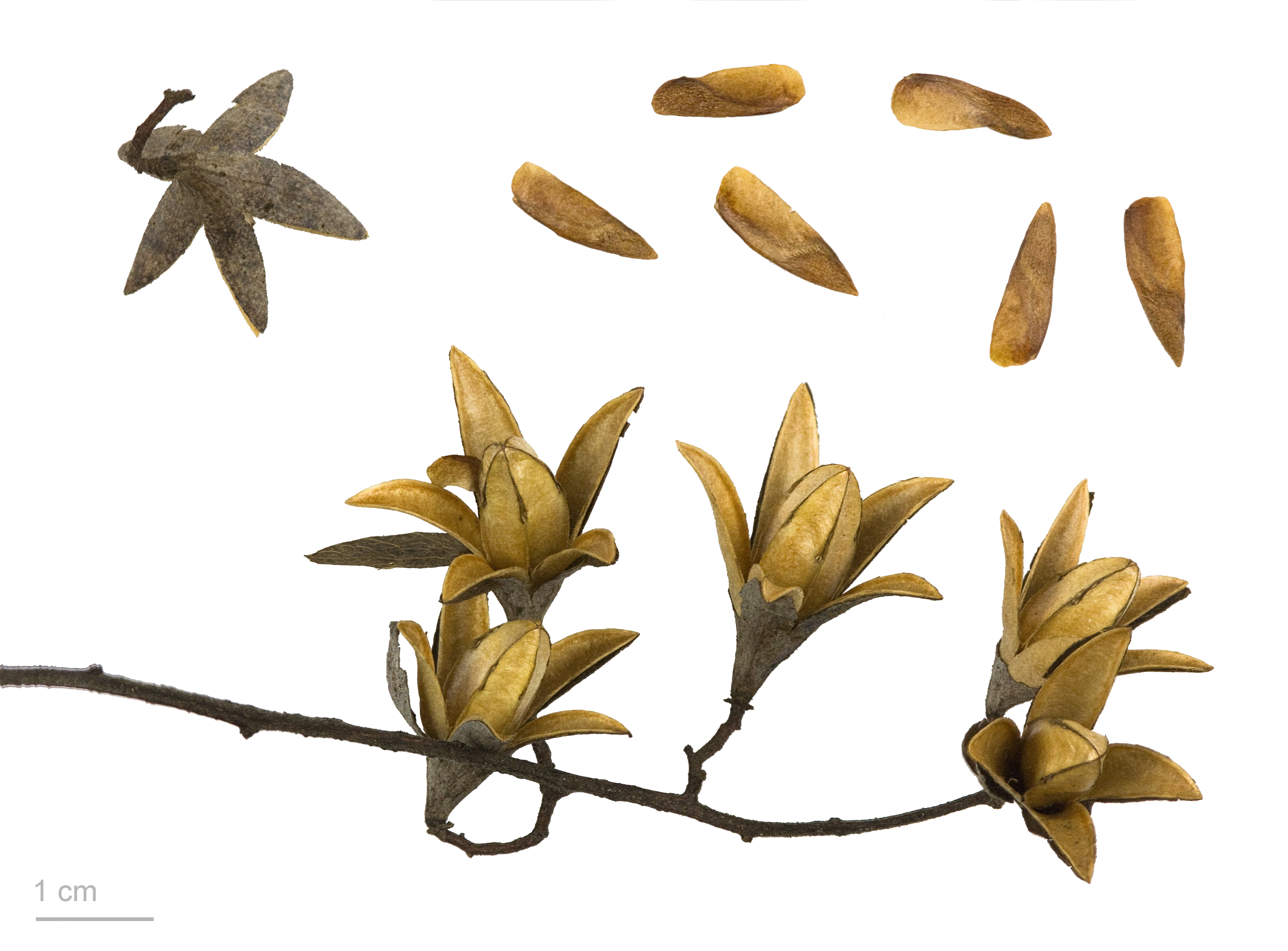
Quả và hạt của cây hương xuân Trung Quốc
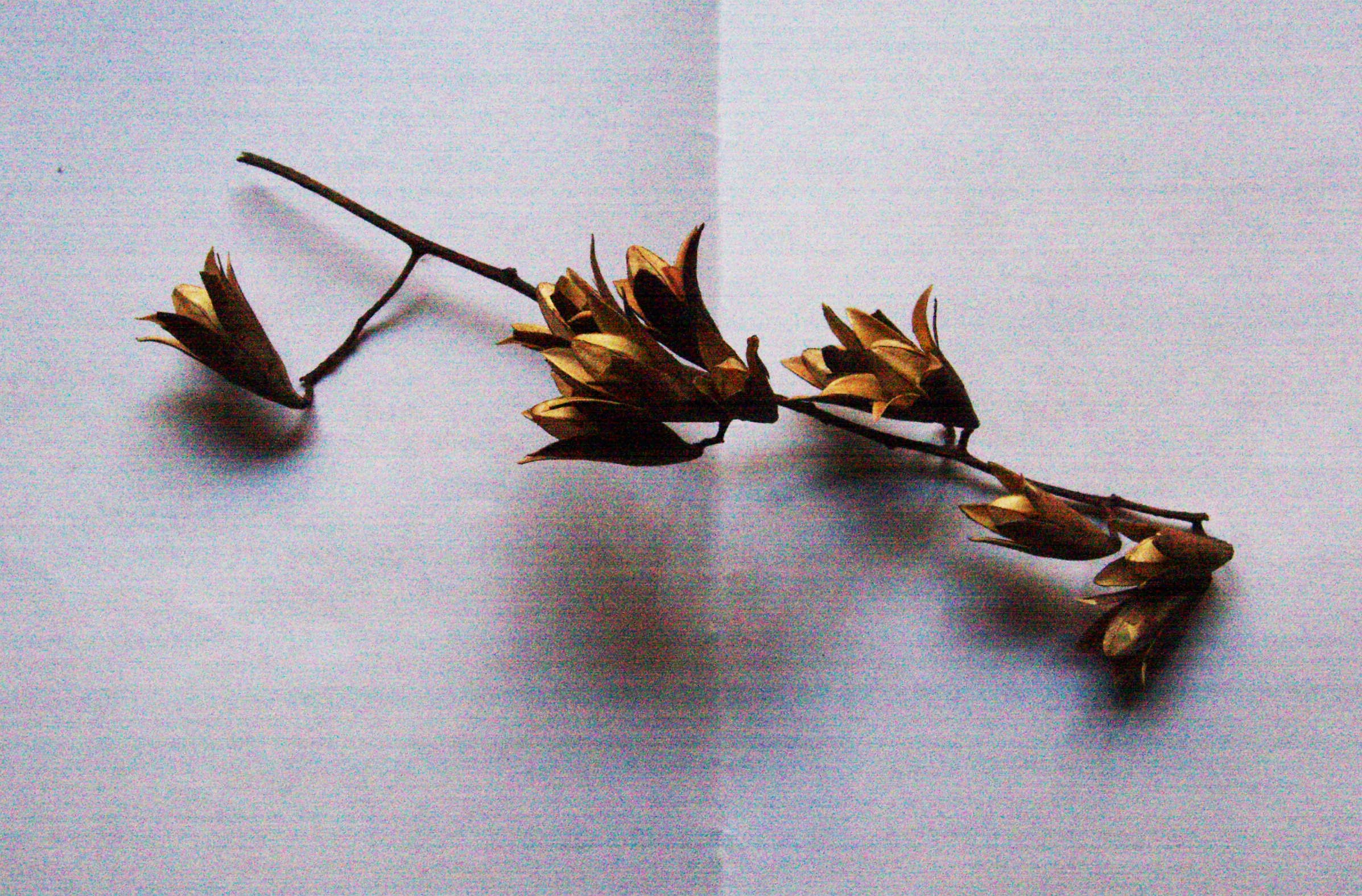
Quả nang